# Чрешњевец об Бистрици
Чрешњевец об Бистрици (словен. Črešnjevec ob Bistrici) је насељено место у општини Бистрица об Сотли, Посавска регија, Словенија.

## Историја
До територијалне реорганизације у Словенији био је у саставу старе општине Шмарје при Јелшах.

## Становништво
У попису становништва из 2011. године, Чрешњевец об Бистрици је имао 81 становника.
| Број становника према пописима | Број становника према пописима | Број становника према пописима |
| ------------------------------ | ------------------------------ | ------------------------------ |
| 1991                           | 2002                           | 2011                           |
| 79                             | 78                             | 81                             |

Напомена: До 1953. исказивано под именом Чрешњевец.